# 李仁榮
李仁榮（：／ Lee In-young；1964年6月28日—），大韓民國全國大學生代表者協議會出身的自由派政治人物，第17、19至22屆國會議員，曾出任文在寅政府的統一部部长。

## 早年生涯
李仁榮於1964年出生在忠清北道忠州市。其父（1988年逝世）是一所小學的老師。他就讀於忠州高中，之後獲得了高麗大學的韓語學士學位和信息與通訊碩士學位。
他在大學生活中關注政治後，開始加入政治活動。1987年，李仁榮身為學生會主席，其領導的抗議活動是六月民主運動的一部分，最終實現總統直選。他因違反《國家安全法》而被拘留，並被判入獄一段時間。不久，他於7月份被釋放並成立全國大學生代表者協議會。之後又組織許多公民團體，從而遇到金槿泰並步入政壇。

## 政治生涯
李仁榮原本欲於1990年代即從政，但答應同為學生領袖的禹相虎等人不應破壞學生運動的意義，從而延後十年。他和禹相虎等人由金大中帶入新千年民主黨。，並於2000年國會選舉投身首爾九老甲選區參選但落選。2004年國會選舉以開放國民黨身分捲土重來並成功當選。2008年國會選舉統合民主黨面臨逆風，李仁榮連任失利。選後投入民主黨代表競選，但敗於孫鶴圭。之後於2012年、2016年、2020年均成功連任國會議員。2015年，李仁榮參選新政治民主聯合代表但敗於文在寅。2019年參選共同民主黨院內代表，成功當選並接替前任洪永杓的職務。嚴重特殊傳染性肺炎疫情期間，由於曾主張封城，而向社會大眾道歉。